# Résolution 1738 du Conseil de sécurité des Nations unies
Membres permanents
- Chine
- États-Unis
- France
- Royaume-Uni
- Russie

Membres non permanents
- Argentine
- Congo
- Danemark
- Ghana
- Grèce
- Japon
- Pérou
- Qatar
- Slovaquie
- Tanzanie

Résolution no 1737 Résolution no 1739
La résolution 1738 du Conseil de sécurité des Nations unies, adoptée à l'unanimité le 23 décembre 2006, après avoir réaffirmé les résolutions 1265 (1999), 1296 (2000), 1502 (2003) et 1674 (2006) sur la protection des civils en période de conflits armés, a condamné les attaques contre les journalistes en temps de guerre. Il s’agit de la dernière résolution adoptée par le Conseil de sécurité en 2006.
Le texte a été parrainé par la France et la Grèce. L'adoption de la résolution 1738 a été saluée par les organisations de défense de la liberté de la presse telles que Reporters sans frontières .

## Résolution

### Préambule
Dans le préambule de la résolution, le Conseil de sécurité a rappelé sa responsabilité dans le maintien de la paix et de la sécurité internationales en vertu de la Charte des Nations unies, tout en réaffirmant que les parties à un conflit armé étaient tenues de prendre des mesures pour protéger les civils. Dans ce contexte, il a rappelé les Conventions de Genève et s Protocoles I et II, avec une attention particulière aux références concernant la protection des journalistes. Le droit international interdit également de cibler délibérément des civils dans les conflits armés et les membres du Conseil ont demandé que les responsables de ces attaques soient traduits en justice.
La résolution réaffirme la nécessité d’une stratégie globale de prévention des conflits qui s’attaque à leur causes afin de protéger les civils. Elle a exprimé sa préoccupation face aux actes de violence contre les journalistes, les professionnels des médias et le personnel associé, en violation du droit international humanitaire. En outre, le Conseil a reconnu que la question de la protection des journalistes dans les conflits armés était « urgente et importante ».

### Dispositif
La résolution 1738 condamne les attaques délibérées contre les journalistes, les professionnels des médias et le personnel associé, et appel à la fin de ces pratiques. Elle dispose que ces personnels doivent être considérés comme des civils et être protégés et respectés à ce titre. Cette protection s'applique à la condition qu’ils n’entreprennent aucune action qui porte atteinte à leur statut de personnes civiles, et sans préjudice du droit des correspondants de guerre accrédités auprès des forces armées de bénéficier du statut de prisonnier de guerre.
En outre, les équipements et installations utilisés par les médias sont également considérés comme des biens civils et ne doivent donc pas être la cible d'attaque militaire ou de représailles, tant qu'il ne constituent pas un objectif militaire.
Le Conseil a de surcroît déploré l’incitation à la violence dans les médias, affirmant également qu’il prendrait de nouvelles mesures contre les médias incitant au génocide, aux crimes contre l’humanité et aux violations graves du droit international humanitaire. Toutes les parties impliquées dans un conflit doivent se conformer pleinement à leurs obligations concernant la protection des civils dans les conflits armés, y compris le personnel des médias, et tout mettre en œuvre pour traduire en justice les contrevenants.
Les membres du Conseil ont considéré que le ciblage délibéré des civils et d’autres personnes protégées dans les conflits constituait une menace pour la paix et la sécurité internationales et ont exprimé leur intention d’envisager de nouvelles mesures si nécessaire.
Les États qui n’étaient pas encore parties aux Protocoles additionnels aux conventions de Genève ont été invités à le devenir en ratifiant au plus vite ces deux instruments. Le Conseil demande instamment à toutes les parties concernées de respecter l'indépendance professionnelle des journalistes en temps de guerre et au secrétaire général de consacrer à l'avenir une section de ses rapports sur la protection des civils en temps de guerre à la question des journalistes et du personnel associé.

## Voir également
- Droit de la guerre
- Liste des guerres contemporaines